# نبرد علم حلفا
نبرد علم حلفا نبردی است در طی نبرد صحرای غربی در جنگ جهانی دوم که در تاریخ ۳۰ اوت سال ۱۹۴۲ شروع شد و در تاریخ ۵ سپتامبر سال ۱۹۴۲ با پیروزی تاکتیکی متفقین به پایان رسید.